# Zamarada stenotes
Zamarada stenotes är en fjärilsart som beskrevs av Fletcher 1974. Zamarada stenotes ingår i släktet Zamarada och familjen mätare. Inga underarter finns listade i Catalogue of Life.